# Mathieu Flamini
Mathieu Flamini (17. marts 1984 i Marseille, Frankrig) er en fransk fodboldspiller, som spiller i den spanske klub Getafe på midtbanen. Tidligere i karrieren har han af flere omgange været tilknyttet Arsenal i England og desuden blandt andet AC Milan i Italien og Olympique Marseille i sin hjemby.
Flamini har desuden spillet tre kampe for det franske landshold, som han debuterede for i 2007.